# Francisco Tadeo Calomarde
Francisco Tadeo Calomarde de Retascón y Arriá (Villel, 10 de febrer de 1773 - Tolosa de Llenguadoc, 19 de juny de 1842) va ser un polític espanyol, ennoblit com a duc de Santa Isabel a Dues Sicílies. Va ocupar el ministeri de Gracia i Justícia (1823-1833) durant la restauració absolutista de Ferran VII, i va promulgar un cèlebre Pla General d'Estudis.
Va ser Acadèmic d'Honor de la saragossana Reial Acadèmia de Nobles i Belles Arts de Sant Lluís, des del 26 d'abril de 1828. Va ser cavaller de l'Orde del Toisó d'Or (1829), cavaller gran creu de l'Orde de Carles III (1809) i cavaller de la Legió d'Honor.

## Vida
Era fill de pagesos honrats, però d'escassíssima fortuna, i més d'una vegada els va ajudar en les rudes i penoses feines del camp. Va mostrar habilitats per les lletres i per això, als quinze anys va ser enviat a cursar Filosofia i Lleis en la Universitat de Saragossa. Va trobar col·locació per solament el menjar a la casa d'una senyora acomodada de la mateixa ciutat, la qual cosa li permetia assistir a les aules.
Estudiant regular, en concloure la carrera va rebre el títol d'advocat en l'Audiència de Saragossa. Amb 27 anys acabats de complir va començar a escriure discursos i informes, a la manera de Juan Rico y Amat, amb la finalitat de promoure l'agricultura i l'economia dins de l'esperit il·lustrat espanyol del moment, i que va presentar en les Reals Societats Econòmiques d'Amics del País de l'època.
Posteriorment es va traslladar a Madrid per créixer en la Cort. Va obtenir una carta de recomanació d'un amic seu per Antonio Beltrán, aragonès i metge del Príncep de la Pau, valgut de Carles IV. Es va allotjar a la seva casa i va fer la cort a la filla d'aquest, Juana Beltrán, la qual cosa va afavorir la seva entrada en la Cort. El metge va aconseguir per al seu futur gendre, com a regal de noces, una plaça d'oficial en la secretària de Gracia i Justícia d'Índies.
Però el 19 de març va esclatar el motí d'Aranjuez, que va acabar en la caiguda de Godoy, l'abdicació de Carles IV i l'ascens al poder de Ferran VII. Lluny de seguir la sort del seu protector Godoy, Calomarde va romandre a Espanya, oposat a l'ocupació francesa i ferm defensor d'una concepció tradicional i conservadora absolutista del poder. Durant les Corts de Cadis va mostrar la seva oposició, com a qualificador dels procuradors, a la presència de les tendències liberals. A la tornada de Ferran VII va ocupar diversos llocs d'importància: el 2 de setembre de 1813 fou nomenat fiscal del Tribunal Especial d'Ordres, i en 1814 era oficial major de la Secretaria d'Estat i Despatx Universal d'Índies. El rei Ferran el va recompensar a més amb la sotssecretaria de Gracia i Justícia.
Va ser nomenat secretari perpetu de la recentment fundada Orde d'Isabel la Catòlica i secretari de la cambra de Castella. Però amb l'arribada del Trienni Liberal la seva figura es va apagar momentàniament. El Rei va haver de jurar la Constitució, i Calomarde, objecte de l'odi dels liberals, va romandre a Pamplona fins a l'any 1822, en el qual va tornar d'amagat a Madrid. Amb l'arribada dels Cent Mil Fills de Sant Lluís, el 23 de maig de 1823 els consells de Castella i d'Índies van nomenar una Regència provisional, i el propi duc d'Angulema va nomenar Calomarde secretari d'aquesta regència.
A l'arribada del rei a Madrid, va cessar en el càrrec i va ser nomenat Ministre de Gracia i Justícia, convertint-se en mà dreta del monarca, sobre el qual sempre va tenir gran influència. En aquells dies estaven en lliça dos partits que es disputaven el favor del monarca; un de moderat realista, i un altre ultra-realista. Al capdavant del primer es trobava Francisco Cea Bermúdez, recolzat pels savis plans administratius de Luis López Ballesteros, i al capdavant del segon es va col·locar el mateix Calomarde. La seva política educativa li va portar a promulgar el Pla General d'Estudis del Regne (14 d'octubre de 1824), que modificava de forma radical els ensenyaments universitaris que s'havien actualitzat durant el trienni i la breu influència napoleònica, suprimint bona part dels estudis científics en favor del Dret i la Teologia. Va crear, fins i tot, escoles de tauromàquia. En 1825 va establir reformes similars a l'ensenyament primari.
També va ser, de manera interina, Primer Secretari d'Estat, del 8 al 20 de gener de 1832.
Durant el conflicte successori entre l'infant Carles Maria Isidre de Borbó, germà del Rei, i la filla d'aquest, la futura Isabel II, es va alinear amb el primer, en ser partidari aferrissat de la Llei Sàlica. Va conspirar activament, i en 1832 va aconseguir que el Rei, greument malalt, signés un Decret derogant de la Pragmàtica de 1789, publicada en 1830, per la qual cosa entrava una altra vegada en vigor la Llei Sàlica. Amb la millorança de salut del Rei, el nou govern, dirigit per Cea Bermúdez, va posar de nou en vigor la Pragmàtica, declarant nul l'anterior testament del Rei i legítima hereva a Isabel II. Calomarde va ser bandejat a les seves terres de Terol. Quan es va ordenar la seva detenció va fugir a Roma, on no va aconseguir aconseguir el capel cardenalici. Després de rebutjar el seu suport el pretendent Carles Maria Isidre, es va instal·lar a Tolosa de Llenguadoc, on va ajudar a nombrosos exiliats espanyols de tots els colors polítics, malgrat els seus escassos mitjans econòmics. En morir, el Govern francès li va rendir els màxims honors en el seu funeral. El seu cos reposa a Olba, a Terol, població a la qual va donar unes escoles.